# Paa de vilde Vover
Paa de vilde Vover er en stumfilm fra 1915 instrueret af A.W. Sandberg efter manuskript af Henry Seemann.